# Jiří Pruša
Jiří Pruša (* 4. ledna 1953 Praha) je český podnikatel, pilot, cestovatel, publicista, autor a propagátor letectví.

## Život
Jiří Pruša se narodil rodičům Arnoldovi (1911) a Marii (1924) jako druhé dítě. Otec v té době pracoval jako pokladník v ČSA. Jiří se od svého raného dětství zajímal o letectví – na letiště Praha Ruzyně se poprvé podíval ve svých čtyřech letech a poprvé usedl do větroně v patnácti. Jeho dalším zájmem bylo podnikání, kterému věnoval svoje myšlenky a v rámci socialismem i věkem omezených možností se snažil podnikat už v dětství a mládí. Už od mládí psal také povídky.
Po maturitě na elektrotechnické průmyslovce začal studovat na ČVUT. Studia zde však během několika týdnů ukončil a po roce zaměstnání odešel studovat na Vysokou školu ekonomickou. V roce 1978 VŠE Praha ukončil a nastoupil roční vojenskou službu. Ihned poté nastoupil k letecké společnosti ČSA.
V roce 1986 odešel pracovat v Mezinárodní organizaci IATA Ženeva. Tam začátkem devadesátých let věnoval velkou pozornost rozvoji mezinárodní letecké dopravy ve státech vzniklých z bývalého Sovětského svazu a uvedl zde do života několik projektů cílených na zvýšení profesionality a bezpečnosti v letectví.
Po návratu do ČR v roce 1994 se stal viceprezidentem pro marketing v ČSA. Z této pozice v roce 1999 odešel aby se mohl věnovat soukromému podnikání. Založil a rozvinul firmu Galileo ČR/SR, která přinesla konkurenci do nabídky systémů na prodej letenek a rozrostla se do řady zemí střední a východní Evropy. V roce 2001 převzal současně vedení luxusního hotelu Glenspean Lodge ve Skotsku. V roce 2006 publikoval svou první knihu. S rostoucí intenzitou se také věnoval létání na větroních, motorových letadlech i paragliderech. Během podzimu 2007 složil v Texasu, USA pilotní zkoušky soukromého pilota a tak se mu otevřela cesta k mezinárodním dálkovým letům. V roce 2009 letěl svou první leteckou expedici po USA. V roce 2014 převzal společně s partnerem časopis Flying Revue a soustředil se hlavně na publicistiku, dokumentaristiku a sportovní letectví.

## Vzdělání
Do školy začal chodit v Pelléově (tehdy Majakovského) ulici 15 v Praze 6 a devítiletku dokončil na Krupkově náměstí v Praze 6. V roce 1972 složil maturitu na Střední průmyslové škole elektrotechnické v Ječné ulici v Praze a postoupil na ČVUT, Fakultu elektrotechnickou. Z ČVUT ale po několika týdnech odešel a nastoupil v podniku Drogerie Praha na místo písaře na stroji. Během několika měsíců zde převzal také víkendový prodej na stánku na Pražském hradě a vydávání prodejních katalogů zboží.
V roce 1973 se dostal na Fakultu obchodní VŠE Praha, kterou ukončil v roce 1978. Během dalšího života se pak věnoval postgraduálnímu studiu obchodního práva na PF UK a velkou část svého času věnoval studiu jazyků, historie a podnikání. V letech 2013–2015 na britské Stonebridge College absolvoval studium dietologie.  

## Profesní život a podnikání
Jiří Pruša byl od raného věku kromě letectví a cestování, i přes omezení daná tehdejším režimem, fascinovaný také podnikáním. Peníze mu během studií přinášelo i přepisování textů na psacím stroji, obchodování s gramofonovými deskami, opravování elektrických zařízení, taxikaření nebo práce promítače.
V ČSA, kam nastoupil po studiích, byl nejdříve zodpovědný za projednávání obchodních smluv se zahraničními leteckými společnostmi a později za řízení podnikových financí. S ohledem na svůj kádrový problém (sestra ve Francii) měl v rámci socialistického systému jen omezenou možnost kariérního postupu. Na jaře 1986 ale Pruša během dvoudenní služební cesty do Ženevy vyhrál výběrové řízení na práci v IATA v Ženevě. I přes překážky kladené tehdejším režimem se mu podařilo na podzim 1986 v IATA skutečně nastoupit.
V IATA byl spolu se svým týmem nejdříve zodpovědný za projednávání přistávacích a přeletových poplatků s letišti a podniky řízení letového provozu ve všech zemích světa. Po rozpadu Sovětského svazu soustředil svou pozornost na pomoc rozvoji letectví v nástupnických zemích SSSR. V souvislosti s tím navrhl a realizoval tyto projekty:
Centrální zúčtovací středisko vybírající přeletové poplatky od uživatelů vzdušného prostoru nástupnických států bývalého SSSR, které vyřešilo problém řady těchto zemí s tím, že po rozpadu SSSR neměly vlastní systém jak vybírat peníze za přelety jejich států. Z toho důvodu nemohly ani financovat další rozvoj jejich letecké infrastruktury. Jednalo se o tyto země: Ukrajina, Lotyšsko, Litva, Estonsko, Bělorusko, Uzbekistán, Kyrgyzstán, Turkmenistán, Kazachstán, pro něž středisko začalo vybírat poplatky v celkové výši přes 200 milionů USD ročně.
Komerční pojištění leteckého prostoru – zahraniční letecké společnosti měly obavy, že při případné nehodě způsobené službou řízení letového provozu v některé ze zemí bývalého SSSR by nebylo možné získat od jejich vlády odškodnění. Systém komerčního pojištění se ukázal pro tyto země jako jediné možné řešení. Letový prostor těchto zemí se tak otevřel mezinárodním leteckým společnostem.
Škola pro výuku letecké angličtiny pro řídící letového prostoru zemí bývalého SSSR – po otevření možností létat do nástupnických zemí SSSR vznikl problém nedostatku řídících se znalostmi anglické letecké frazeologie. Škola založená a rozvinutá v Praze připravila pro tuto práci kolem tisícovky pracovníků.
Po návratu do ČR v roce 1994 nastoupil Pruša jako viceprezident pro marketing v ČSA. Soustředil se na cíl přeměny ČSA ze státně-monopolního podniku na moderní evropskou leteckou společnost. To znamenalo mimo jiné zapojení ČSA do řady bilaterálních aliancí, zkvalitnění a standardizaci produktu, nové formy distribuce a nabídky služeb ČSA a další činnosti, kterým se Pruša aktivně věnoval. Současně s tím přivedl do ČR i SR také systém multilaterálního zúčtování prodejů letenek BSP, který otevřel možnosti efektivního agenturního prodeje letenek v obou zemích.  
Po odchodu z ČSA v roce 1999 založil a vybudoval soukromou společnost Galileo CEE věnující se marketingu, podpoře a rozvoji globálního distribučního systému Galileo. Během několika let se tato společnost rozrostla do 10 zemí střední a východní Evropy a s 5 kancelářemi získala postupně podstatný podíl na prodeji letenek na jednotlivých národních trzích. V roce 2001 vytvořil a následně 5 let vedl také britskou společnost Broadtree Ltd., která zakoupila a provozovala hotel Glenspean Lodge ve Skotsku. V roce 2013 vytvořil projekt „Měním se“ zaměřený na životosprávu a správné životní návyky a na Kypru založil společnost Biomagnetic Cyprus, která se věnovala distribuci zdravotních pomůcek na tomto ostrově. V roce 2014 odkoupil licenci na vydávání časopisu Flying Revue. Spolu s tím se začal věnovat pořádání kurzů pro piloty, pilotování leteckých expedic, letecké fotografii a filmování. Od roku 2015 se podniká také jako developer jak v ČR, tak také na Kypru.

## Pilotní licence
- GLD – licence pro bezmotorové létání, na větroni na konci roku 2022 odlétáno cca 600 hodin
- PG – licence pro létání na paraglideru, v letech 2006–2007 odlétáno cca 60 hodin, licence ukončena.
- ULL – licence pro létání ultralehkými letadly,  v letech 2004 – 2024 odlétáno cca 800 hodin
- PPL – licence soukromého pilota získaná v USA a konvertovaná v EU, JAR a Austrálii, do konce roku 2023 odlétáno cca 3100 hodin

## Pilotní zkušenosti
- Pruša se letectví věnuje nejen profesně, ale také jako své vášni...
- 1957 – první návštěva letiště Praha Ruzyně
- 1969 – první sólo ve větroni Blaník na letišti Točná u Prahy
- 1971 – nehoda ve větroni Blaník na letišti Točná u Prahy
- 2006 – nehoda a zranění na paraglideru 2007 u Humpolce
- 2009 – 2024, letecké expedice lety do zemí nebo nad zeměmi: USA včetně Aljašky, Karibské ostrovy, JAR, Namibie, Botswana, Island, Faerské ostrovy, všechny státy v Evropě, Kanada, Nový Zéland, Austrálie, Rusko, Maroko, Senegal, Tunisko, Izrael, Grónsko. Více na Flying Revue
- 2018 – Zápis do knihy rekordů ČR za počet prvopřistání (500 letišť)
- 2022 – Zápis do knihy rekordů ČR za počet prvopřistání (1000 letišť)
- 2023 – v prosinci dosažení celkového počtu 1368 prvopřistání na různých letištích

Hlavní pilotní milníky:
- přelet pouští Sahara, Namib, Kalahari
- přistání u Beringova průlivu
- přelet Manhattanu, Los Angeles, Vancouver, Sydney a řady největších dopravních letišť světa
- držitel rekordu z agentury Dobrý den – držitel rekordu ČR. Všechna dosažená letiště lze vidět zde
- v listopadu 2022 uletěl v čase 9 hodin 12 minut bez mezipřistání trať 2280 km z Benešova do Benavente v Portugalsku.
- 2023 – v květnu obdržel ocenění Rekordman roku z rukou předsedy Senátu ČR Miloše Vystrčila.
- 2023 – v červnu uletěl bez mezipřistání trať Reykjavík – Praha (2698 km, 10 hodin 26 minut letu) na letadle Shark 600.
- 2023 – 19. srpna dosažení světového rekordu FAI v uletěné vzdálenosti, kategorie UL (1912,2 km), dvoučlenná posádka Jiří Pruša, Eliška Kudějová. Viz
- 2024 – 30. června – 1. července dosažení neoficiálního světového rekordu v délce letu bez mezipřistání s jednočlennou posádkou na trati Honningsvag, severní Norsko – ostrov Brač, Chorvatsko. Délka trasy 3189 km, doba letu 13 hodin a 34 minut.

## Autorství
Psaní:
- Svět letecké dopravy, Praha 2007 – učebnice věnující se všem aspektům řízení, marketingu a distribuce letecké dopravy, určená zaměstnancům cestovních agentur, leteckých společností a studentů leteckých odborností na vysokých školách.
- Svet leteckej dopravy – Praha 2008 dtto ve slovenštině
- Chytré létání, Praha 2011, populárně psaná kniha vysvětlující problematiku létání laikům s cílem snížit jejich strach z letecké dopravy, ilustroval Vladimír Jiránek
- Abeceda reálného socialismu, Praha 2012 – populárně pojaté vysvětlení asi 2500 pojmů z období reálného socialismu. Kniha obsahuje i řadu dobových fotografií a stovky politických vtipů
- Měním se, Praha 2013, tzv. „osobní kniha“, s vysvětlením a doporučeními k úpravám životosprávy, jejíž text se může automaticky upravovat podle odpovědí čtenáře na otázky ve standardním dotazníku
- Svět letecké dopravy II, Praha 2015 druhé, aktualizované a rozšířené vydání úspěšné publikace Svět letecké dopravy
- Evropské ostrovy (1–4), Praha 2015/2016 – čtyři e-knihy distribuované přes iDnes.cz a www.flying-revue.cz
- Jeden z miliard světů, Praha 2018 – sbírka 35 povídek
- Evropské ostrovy z nebe, Praha 2019 – reportáže a fotografie z přeletů evropských ostrovů v Baltském, Severním, Středozemním moři i evropských ostrovů ve východním Atlantiku
- Desítky článků a reportáží z leteckých expedic publikovaných v časopise Flying Revue a na webech www.idnes.cz, www.aktualne.cz , www.flying-revue.cz
- Anglická VFR komunikace, psáno v pilotní kabině, Praha 2016 – netradičně pojatá učebnice anglické letecké VFR komunikace
- Svět z nebe, Praha 2020 – Kniha obsahuje zkušenosti z letů nad 4 kontinenty a přistání na 850 letištích. Je určená jak pro sportovní piloty tak také pro zájemce o cestování. Kniha obsahuje přes 2500 fotografií.
- Malým letadlem do Grónska, Praha 2021 – Publikace obsahující množství fotografií a česko-anglického textu dokumentující let letadlem Dynamic z ČR přes Faerské ostrovy a Island do Grónska a zpět.

Foto, video a film a aplikace
- Stovky leteckých fotografií z mnoha různých míst světa
- Videodatabáze přistání na stovkách letišť světa
- Videodatabáze přeletů desítek ostrovů, měst, sopek, ledovců, majáků, hor i historických míst světa
- TV dokumenty „Karibik z nebe“, „Jaderské ostrovy z nebe“ a „Anabáze“ vytvořené ve spolupráci s režisérem Petrem Nikolaevem
- Úspěšná a netradiční výuková aplikace letecké angličtiny v češtině, angličtině a němčině
- Multimediální výstavy Báječný svět létání 1 a 2 v Karolinu v letech 2017 a 2018
- Seriál Neobvyklá přistání uváděný na Stream